# Hans Arnold (Diplomat)
Hans (Johann) Redlef Arnold (* 14. August 1923 in München; † 4. Februar 2021 in Riedering) war ein deutscher Diplomat und Publizist.

## Herkunft und Ausbildung
Arnold war der Sohn des Simplicissimus-Karikaturisten Karl Arnold. Sein Großvater war Max Oscar Arnold, ein Fabrikant, Reichstagsabgeordneter von 1914 bis 1918 und in den Jahren 1904 bis 1920 Präsident des Landtages von Coburg. Seine Mutter war die Kunstmalerin und Porträtistin Anne-Dora Arnold, geb. Volquardsen. Am Zweiten Weltkrieg nahm Arnold von 1941 bis 1945 als Soldat der Luftwaffen-Nachrichtentruppe mit letztem Dienstgrad Obergefreiter teil.
Arnold studierte Volkskunde und Psychologie in München von 1946 bis 1949. 1949 erfolgte die Promotion zum Dr. phil. Es folgten Studienaufenthalte an der Sorbonne in Paris (1950) und der Georgetown University, School of Foreign Service, in Washington D.C. (1952). Von 1948 bis 1950 arbeitete Arnold als freier Journalist. Im Jahr 1950 besuchte er die Diplomatenschule in Speyer. 1951 trat er in den Auswärtigen Dienst ein.

## Diplomatischer Dienst
Im Auswärtigen Amt arbeitete Arnold von 1951 bis 1952 im Westeuropa-Referat. In den Jahren 1955 bis 1957 leitete er das Referat „Maghreb“. In den Jahren 1961 und 1962 war er stellvertretender Referatsleiter im Referat „Wiedervereinigung, Berlin“, von 1962 bis 1966 im Referat „NATO, Verteidigung“. Von 1966 bis 1968 leitete er das Ministerbüro von Bundesaußenminister Willy Brandt. Von 1972 bis 1977 leitete er als Ministerialdirektor die Abteilung für Auswärtige Kulturpolitik und war Vertreter der Bundesregierung in der vom Deutschen Bundestag eingesetzten Enquete-Kommission für die Reform der Auswärtigen Kulturpolitik. Von 1981 bis 1982 war er Chefinspekteur des Auswärtigen Dienstes.
Im Ausland war Arnold in der Zeit von 1952 bis 1955 der Botschaft in Paris und von 1957 bis 1961 der Botschaft in Washington zugeteilt, beide Male der politischen Abteilung und als Vertreter des Kulturattachés. Von 1968 bis 1972 war Arnold Botschafter der Bundesrepublik Deutschland in Den Haag, Niederlande. Von 1977 bis 1981 war er Botschafter in Rom (Quirinal). 1982 bis 1986 war Arnold Ständiger Vertreter der Bundesrepublik Deutschland bei dem Büro und den Organisationen der Vereinten Nationen in Genf.
Als Autor war er für das Monatsmagazin Mut und die Süddeutsche Zeitung tätig.
Er war seit 1987 im Ruhestand und Lehrbeauftragter an der Hochschule für Politik München.
Hans Arnold war Mitglied im Präsidium der Deutschen Gesellschaft für die Vereinten Nationen.
Seit 2013 nahm er ehrenamtlich an Zeitzeugengesprächen, im Rahmen des Projektes „Erzähl mal“ des Münchener Schülerbüro e.V., teil.

## Publikationen
- Kulturexport als Politik? – Aspekte deutscher Auswärtiger Kulturpolitik. Horst Erdmann Verlag, Tübingen/Basel 1976.
- (englisch-sprachige Ausgabe)Foreign Cultural Policy. A Survey from a German Point of View. Horst Erdmann Verlag, Tübingen/Basel 1979.
- Auswärtige Kulturpolitik. Ein Überblick aus deutscher Sicht. Carl Hanser Verlag, München/Wien 1980.
- (italienisch-sprachige Ausgabe) Politica Estera e Culturale. Editore Armando Armando, Roma 1980.
- Europa am Ende? Die Auflösung von EG und NATO. Piper, München/Zürich 1993.
- Deutschlands Grösse. Deutsche Außenpolitik zwischen Macht und Mangel. Piper, München/Zürich 1995.
- Europa – neu denken. Warum und wie weiter Einigung? Bouvier, Bonn 1999.
- Wieviel Einigung braucht Europa? Droste, Düsseldorf 2004.

## Medienauftritte
- Der Diplomat und Publizist Hans Arnold, RFR Regionalfernsehen Rosenheim, Sendung von 1993
- Der UNO-Diplomat Hans Arnold, BR Fernsehen, Sendung vom 14. März 2003
- Christoph Lindenmeyer im Gespräch mit Hans Arnold, BR RadioDuo, Sendung vom 7. Februar 2004
- Zeitzeuge Hans Arnold, TV München, Sendung vom 30. April 2004
- Erlebte Geschichte, der Diplomat Hans Arnold, Gespräch mit Godehard Wyerer WDR 5, Sendung vom 19. August 2012